# الحشفه

الحشفه قرية سعودية، تتبع محافظة تربة في منطقة مكة المكرمة.

## الوصف
تبعد القرية عن المركز 5 كم بإتجاه الجنوب الشرقي، نوع الطريق وعر. أقرب مدينة أو قرية بها تعليم هي الحشرج التي تبعد 5 كم. أقرب مدينة أو قرية بها صحة الحشرج. الخدمات العامة: كهرباء عامة وهاتف.